# RB Montecatini Terme 2008-2009
Questa voce raccoglie le informazioni riguardanti la RB Montecatini Terme nelle competizioni ufficiali della stagione 2008-2009.

## Roster
| RB Montecatini Terme 2008-2009 | RB Montecatini Terme 2008-2009 |
| Giocatori                      | Staff tecnico                  |
| ------------------------------ | ------------------------------ |

| N. | Naz.                 | Ruolo | Nome                  | Anno | Alt.   | Peso |  |
| -- | -------------------- | ----- | --------------------- | ---- | ------ | ---- |  |
| 4  | Italia (bandiera)    | P     | Federico Antinori     | 1975 | 190 cm |      |  |
| 5  | Italia (bandiera)    | C     | Edoardo Persico       | 1987 | 202 cm |      |  |
| 6  | Italia (bandiera)    | P     | Santiago Paparella    | 1980 | 189 cm |      |  |
| 7  | Italia (bandiera)    | G     | Gabriele Niccolai     | 1972 | 192 cm |      |  |
| 8  | Italia (bandiera)    | G     | Nicola Natali         | 1988 | 198 cm |      |  |
| 9  | Italia (bandiera)    | G     | Alberto D'Incà        | 1987 | 191 cm |      |  |
| 11 | Argentina (bandiera) | P     | Nicolás Stanic        | 1977 | 177 cm |      |  |
| 12 | Italia (bandiera)    | G     | Flavio Frascolla      | 1990 | 193 cm |      |  |
| 13 | Italia (bandiera)    | G     | Andrea Niccolai       | 1968 | 196 cm |      |  |
| 15 | Italia (bandiera)    | C     | Cristiano Grappasonni | 1972 | 205 cm |      |  |
| 4  | Italia (bandiera)    | P     | Federico Antinori     | 1975 | 190 cm |      |  |
| 16 | Italia (bandiera)    | G     | Francesco Strozzalupi | 1990 | 190 cm |      |  |
| 17 | Italia (bandiera)    | A     | Paolo Monzecchi       | 1971 | 204 cm |      |  |
| 18 | Italia (bandiera)    | P     | Alessandro Danesi     | 1990 | 185 cm |      |  |
|    | Italia (bandiera)    | A     | Marcello Bellanca     | 1990 | 200 cm |      |  |

| Allenatore                                                               |
| - Gianluca Tucci                                                         |
| Assistente/i                                                             |
| - Gabriele Grazzini Legenda - (C) Capitano - (IN) Inattivo - Infortunato |